# Pokrovski (Fiódorovskaia)
Pokrovski - Покровский (rus) - és un khútor del krai de Krasnodar, a Rússia. És a la riba esquerra del riu Kuban, a 34 km al nord-est d'Abinsk i a 48 km a l'oest de Krasnodar. Pertany a la stanitsa de Fiódorovskaia.